# Haukar Hafnarfjördur
Il Haukar Hafnarfjördur è una squadra di pallamano maschile islandese con sede a Hafnarfjörður.

## Palmarès

### Trofei nazionali
- Campionato islandese di pallamano maschile: 9
  - 1943, 2000, 2001, 2003, 2004, 2005, 2008, 2009, 2010.
- Coppa d'Islanda: 6
  - 1980, 1997, 2001, 2002, 2010, 2012